# Mercedes-Benz SLC-класс
Mercedes-Benz SLC-класс (SL — «спортивный лёгкий», C — C-класс) — серия компактных родстеров класса люкс немецкой торговой марки Mercedes-Benz. Является преемником SLK-класса и представлена в декабре 2015 года. Презентация первой модели состоялась в 2016 году на Детройтском автосалоне. На заказ автомобиль стал доступен в середине января 2016 года, продажи начались в марте того же года.

## История

### Предыстория
Первый в истории марки Mercedes-Benz автомобиль с шильдиком «SLC» появился в 1970-е годы, представляя собой модификацию оригинального SL-класса с фиксированной крышей. Эта же номенклатура была выбрана для обновлённого варианта SLK-класса конца 2015 года в соответствии с последней стратегией именования компании. Часть «SL» сообщает о принадлежности автомобиля к спортивным транспортным средствам, а «C» указывает на связь с остальными членами автомобилей C-класса в иерархии моделей Mercedes-Benz.

### R172 (2016—)
Первый автомобиль SLC-класса представляет собой рестайлинг Mercedes-Benz R172. В стандартной комплектации все  оснащаются 9-ступенчатой автоматической коробкой передач 9G-Tronic (за исключением версий 180 и 200, силовой агрегат которых интегрирован с 6-ступенчатой механической коробкой передач). Модельный ряд двигателей включает SLC 180 (1.6 л, 156 л.с., 250 Н·м, 0–100 км/ч за 7.9 с), SLC 200 (2.0 л, 184 л.с., 300 Н·м, 0–100 км/ч за 7.0 с), SLC 300 (2.0 л, 245 л.с., 370 Н·м, 0–100 км/ч за 5.8 с), SLC 43 AMG (V6, 3.0 л битурбо, 367 л.с., 520 Н·м, 0–100 км/ч за 4.7 с) и SLC 250 CDI (2.1 турбодизель, 204 л.с., 0–100 км/ч за 6.6 с). Позже к ним добавится версия SLC 450 AMG.
Внешние изменения включают в себя новые бамперы и решётку радиатора, пересмотренные головную оптику и задние фонари, а также новый дизайн выхлопной системы. Кроме того, изменения коснулись и интерьера с применением новых материалов и более сложных информационно-развлекательных функций. Рулевое колесо претерпело изменения в дизайне, а переднюю панель приборов оснастили экраном мультимедийного комплекса Comand Online, диагональ которого увеличена с 5,8 до 7 дюймов.
В стандартный набор технических решений вошли системы Active Brake Assist, DYNAMIC SELECT (SLC 300 и SLC 250 d), спортивное рулевое колесо и цветной TFT дисплей. На заказ доступны системы Blind Spot Assist, Lane Keeping Assist, Adaptive Highbeam Assist Plus, KEYLESS-GO, LED головная оптика с технологией Intelligent Light System, а также пакет Dynamic Handling с заниженным клиренсом.
В феврале 2017 года компания Mercedes-Benz представила пакет SLC «RedArt Edition», который доступен для моделей SLC 180, SLC 200, SLC 250D, SLC 300 и SLC 43 AMG. Он предлагает восемь цветов окраски кузова, а также элементы красного цвета, которые можно увидеть, например, на переднем сплиттере, колёсах, заднем диффузоре и в оформлении салона. В модификации экстерьера также входят фирменные 18-дюймовые легкосплавные диски в дизайне из 5 спаренных спиц. Интерьер предлагает отделку из кожи, плюс декорационные вставки из карбона. В оснащение серии входят селектор DYNAMIC SELECT и система обогрева на уровне шеи AIRSCARF.